# Melocalamus indicus
Melocalamus indicus är en gräsart som beskrevs av Radha Binod Majumdar. Melocalamus indicus ingår i släktet Melocalamus och familjen gräs. Inga underarter finns listade i Catalogue of Life.